# Max Herberhold
Max Herberhold (* 2. August 1936 in Münster) ist ein deutscher Chemiker.

## Leben
Herberhold wuchs in Sigmaringen auf und studierte Chemie an der TH Stuttgart und an der Universität München und wurde 1963 bei Ernst Otto Fischer promoviert. Seine Dissertation war über photochemische CO-Substituenden von Metallcarbonylverbindungen. Als Post-Doktorand war er 1965/66 bei George S. Hammond am Caltech. 1970 habilitierte er sich an der TU München bei Fischer mit einer Habilitationsschrift über Ligand-Ligand-Wechselwirkungen in {\displaystyle \pi }-Komplexen aktivierter Olefine. 1972 wurde er wissenschaftlicher Rat und 1977 wissenschaftlicher Rat und Professor an der TU München. 1978 wurde er Professor für Anorganische Chemie in Bayreuth. 2002 wurde er emeritiert.
Er befasste sich mit Photochemie metallorganischer Verbindungen, Chemie funktionalisierter Ferrocene, Ferrocenophanen, Halbsandwichkomplexe von Vanadium und Titan und Synthese und Liganden-Eigenschaften von Schwefel-Stickstoffverbindungen. Noch an der TU München isolierte er Chromtetranitrosyl.
1986 bis 1991 war er Vorsitzender der Fachgruppe Chemieunterricht der Gesellschaft Deutscher Chemiker als Nachfolger von  Herbert Roesky.
Zu seinen Doktoranden zählen Helmut Guido Alt (* 1944, Professor in Bayreuth), Georg Süss-Fink (Professor in Neuchatel) und Anthony F. Hill (Professor an der Australian National University).
Seit 1955 ist er Mitglied der katholischen Studentenverbindung KDStV Trifels München im CV.

## Schriften (Auswahl)
- Metal {\displaystyle \pi }-Complexes, Band 2 in 2 Teilen (Complexes with mono-olefinic ligands), Elsevier 1972, 1974[2]
- Komplexchemie mit nackten Metallatomen, Chemie in unserer Zeit, August 1976
- Die Geschichte vom Polywasser, Chemie in unserer Zeit, 1971, Heft 5